# Þórodds þáttr Snorrasonar

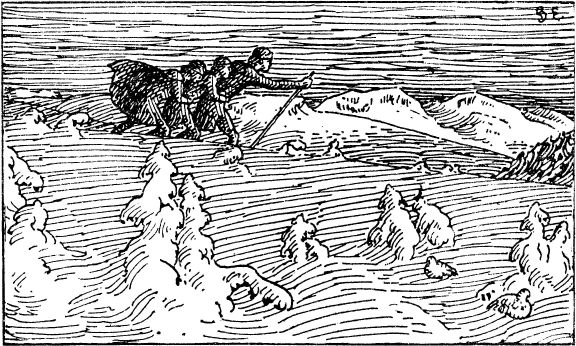
Arnljot Gelline med två passagerare på sina skidor. Teckning av Halfdan Egedius, 1898.

Þórodds þáttr Snorrasonar (”Torodd Snorrasons saga”) är en isländsk kortsaga från tidigt 1200-tal. Sagan finns i Flatöboken, liksom i Heimskringlas handskrifter, där den har inarbetats som kapitel 141 i ”Olav den heliges saga”. Handlingen tilldrar sig till största delen i Jämtland under den snöiga vintern 1026–27. Sagans huvudperson är Snorre godes son Torodd från gården Helgafell på västra Island. Torodd befann sig då i Norge, i hirden hos konung Olav Haraldsson (senare kallad ”den helige”).

## Handling
Torodd Snorrason har åtagit sig att vara konung Olavs skatteuppbördsman i Jämtland. Men saken kompliceras av att jämtarna själva anser sig lyda under sveakungen och ogärna vill bli dubbelbeskattade. Torodd och hans elva följeslagare blir därför fängslade, och fångarna utplaceras två och två hos olika storbönder.
Torodd kommer snart underfund med att jämtarna planerar att offra sina fångar vid nästa blot. Men när jämtarna dricker jul och alla är tillräckligt redlösa, lyckas Torodd och hans medfånge rymma till skogs. Flykten är väl planerad: De har bundit bak-och-framvända renklövar under fötterna så att spårhundar skall luras att gå åt fel håll. Under flykten träffar de stigmannen Arnljot Gelline, som beslutar att hjälpa dem. Varken Torodd eller medfången kan åka skidor. De får då ställa sig bak på Arnljots skidor och hålla honom i bältet – han skidar lika snabbt trots denna extra last.

### Ett troll
Sagans dramatiska höjdpunkt inträffar när sällskapet har lagt sig att sova på takloftet i en själastuga. Tolv köpmän, som anlänt senare, sover samtidigt på bänkarna runt elden. Då kliver en jättelik trollkäring in i stugan. Hon är utsvulten och sliter genast en av de sovande i stycken. Bitarna kastar hon på elden. Under stort tumult slaktar hon sedan de yrvakna köpmännen – endast en av dem lyckas rädda sig upp på takloftet. Därefter sätter sig käringen vid elden för att smörja kråset allteftersom männen blir färdigstekta. Då ränner Arnljot sitt huggspjut i ryggen på henne, så att spetsen kommer ut mellan brösten. Gallskrikande, med spjutet genom kroppen, far hon ut ur stugan.
Det blir inte mycket sömn den natten. Stugan måste röjas från manslik, och dörr och dörrkarm sättas på plats igen, för dem hade käringen rivit ner när hon for ut.
På morgonen går sällskapet skilda vägar. Torodd med sin följeslagare följer köpmännens slädspår tillbaka mot Norge. Arnljot ger sig av för att leta efter sitt spjut som trollkvinnan fått med sig.
Torodd stannar sedan hos kung Olav under resten av vintern. På sommaren återvänder han till Island.